# 子守神社 (河津町大鍋)
子守神社（ねのかみじんじゃ）は、静岡県賀茂郡河津町大鍋（おおなべ）にある神社。

## 概要
河津町の北西部の大鍋地区、県道115号で大鍋川沿いを進んでいく途中に鎮座している。
創建不詳。天正12年（1584年）の棟札が残っている。
元々は甲子神社（きのえねじんじゃ）という社名だったが、明治2年（1869年）に現社名に改称された。そうした経緯や、「ねのかみ」という社名の読み方、祭神が大己貴命（大国主命）であることも含め、甲子神社（甲子塔・甲子講）系統の神社であることは明らかであり、子守神社（こもりじんじゃ）の系統ではないので注意が必要。（近隣の梨本地区の子守神社（ねのかみじんじゃ）も同様。）
10月15日の例大祭で行われる神楽は、県の無形民俗文化財に指定されている。

## 祭神
- 大己貴命

## 文化財
- 大鍋子守神社の神楽（県指定無形民俗文化財[3]）